# Русский инвалид
«Ру́сский инвали́д» — военная газета, издававшаяся в Санкт-Петербурге, официальная газета Военного министерства в 1862—1917 гг.

## История
Основана Павлом Павловичем Пезаровиусом в патриотически-благотворительных целях: доход предназначался в пользу инвалидов Отечественной войны, солдатских вдов и сирот. Первый номер газеты, издание которой принял на себя Александр Иванович Плюшар, вышел 1 февраля /13  1813 года. Наполнял газету Пезаровиус почти исключительно собственными статьями. Уже к концу первого месяца в редакцию поступило 2160 рублей. Известия с театра военных действий, которые Пезаровиус, благодаря своему сотруднику-цензору, помещал у себя раньше, нежели они появлялись в других газетах, придавали «Русскому Инвалиду» большой интерес в глазах читателей; подписка сильно возрастала. Благодаря этому «Русский Инвалид» имел огромный успех: собранные средства (от подписки и от пожертвований) дали Пезаровиусу возможность не только выдавать вспомоществования, но и образовать особый капитал, переданный им в 1815 году в «Комитет, высочайше учрежденный в 18-й день августа 1814 года» (С 12 декабря 1877 года стал именоваться «Александровский комитет о раненых»). Вместе с этим газета сделалась принадлежностью комитета. П. П. Пезаровиус намеревался прекратить своё участие в ней, но Высочайший на его имя рескрипт, в котором Государь выражал уверенность, что Пезаровиус П. П. «не перестанет и впредь продолжать полезный труд свой», заставил его остаться редактором.
С 1816 года — официальное издание «Комитета 18 августа 1814» (позже Александровского комитета о раненых), с 1862 года — официальная газета Военного министерства.
В 1813—1821 гг. в Петербурге выходила газета на немецком языке «Der russische Invalide», в 1817—1821 гг. на польском «Ruski inwalid czyli wiadomości wojenne»
Выходила в 1813 еженедельно, в 1814—1815 — 2 раза в неделю, с 1816 — ежедневно (в 1869 году — 3 раза в неделю). К «Русскому инвалиду» выходили многочисленные приложения и прибавления: в 1822—1826 гг. «Новости литературы»; в 1831—1839 гг. Литературное прибавление; в 1864—1865 гг. Еженедельное прибавление; в 1899—1910 гг. Бесплатное литературное прибавление; в 1905—1906 гг. «Изборник газеты Русский инвалид»; в 1917 году Иллюстрированное приложение
С июля по 27 октября 1917 года издавалась под названием «Армия и флот свободной России».

### Литературные Прибавления к Русскому Инвалиду
Газета «Литературные Прибавления к Русскому Инвалиду» — издавалась в Санкт-Петербурге (1831―1839) сначала два раза, с 1837 года — раз в неделю. С 1831 года по 1836 год газету редактировал А. Ф. Воейков.
Газета заключала в себе следующие отделы: пересмешник, словесность, критика, смесь и моды. Отдел критики был очень слаб; вел его большею частью сам редактор. Подбор сотрудников, за весьма немногими исключениями (П. А. Вяземский, А. С. Хомяков), был далеко не блестящий. С 1837 года газета под редакцией А. А. Краевского обновились и оживились, получив вместе с тем характер более серьёзный. Был введен новый отдел — наук, при сотрудничестве И. П. Шульгина, Н. И. Надеждина, M. Г. Павлова, С. П. Шевырёва. M. Ю. Лермонтов поместил в газете «Песню про царя Ивана Васильевича, молодого опричника и удалого купца Калашникова». Значительно расширен был отдел критики и библиографии, в котором принял участие В. Г. Белинский. В 1837 году газете был дан министром народного просвещения С. С. Уваровым выговор за некролог А. С. Пушкина как вследствие его восторженного тона, так и вследствие чёрной рамки, в которой он появился; последнюю министр признавал привилегиею лиц, состоявших на государственной службе.

## Редакторы
- 1813—1821 — П. П. Пезаровиус
- 1821—1839 — А. Ф. Воейков
- 1839—1847 — вновь П. П. Пезаровиус
- 1847—1848 — военный редактор А. И. Веригин, литературный редактор А. А. Краевский
- 1848—1852 — военный редактор А. И. Веригин, литературный редактор Ф. Ф. Корф
- 1852—1855 — князь Н. С. Голицын
- 1855—1861 — П. С. Лебедев
- 1861—1862 — Н. Г. Писаревский
- 1862—1864 — Д. И. Романовский
- 1864—1868 — С. П. Зыков
- 1869—1872 — П. К. Меньков
- 1872—1893 — А. И. Лаврентьев
- 1893—1899 — Н. А. Лачинов
- 1899—1904 — А. А. Поливанов
- 1904—1910 — Ф. А. Макшеев
- 1910—1914 — В. В. Беляев
- 1915—1917 — генерал-лейтенант А. И. Звонников
- 1917 — генерал-майор Д. К. Лебедев

## Сотрудники
- Пучкова, Екатерина Наумовна (1792—1867) — поэтесса.
- Максутов, Владимир Петрович (1870—1917) — военный историк.

## В эмиграции
В ноябре 1924 года в Париже по инициативе Комитета помощи инвалидам при Главном управлении Российского общества Красного Креста была выпущена однодневная газета «Русский Инвалид». В 1925—1929 газета выходила раз в год, начиная с 1930 года раз в месяц (частично в 1931—1932 и весь 1939 раз в две недели). В 1931—1932 годах главный редактор — Н. Н. Баратов. Издание было прекращено в 1940 году, возобновлено в 1961 как однодневная газета (выходила раз год, в мае). Точных сведений об окончании издания нет, но в Доме русского зарубежья имеется номер за 1981 год. На страницах газеты публиковались многие видные представители Русского зарубежья первой волны: М. А. Алданов, К. Д. Бальмонт, И. А. Бунин, З. И. Гиппиус, И. С. Шмелёв, П. Н. Краснов, Н. Н. Туроверов, Н. Н. Головин, и многие другие.

## После 1991 года
В 1991 году «Благотворительная газета „Русский Инвалид“» (rinvalid.ucoz.ru свидетельство о перерегистрации № П4141 от 07.12.99) была создана журналистом Геннадием Васильевичем Дягилевым и до сегодняшнего дня издаётся в Санкт-Петербурге редактором Дягилевым Г. В. при финансовой поддержке Комитета по печати и взаимодействию со СМИ. Де-факто, указанное издание никакого отношения (кроме названия) к дореволюционному «Русскому Инвалиду» не имеет.
В 2019 году газета «Русский Инвалид» прошла перерегистрацию в Роскомнадзор как СМИ, Номер свидетельства ПИ № ФС 77 — 75168, Дата регистрации 07.03.2019